# Wissadula stellata
Wissadula stellata är en malvaväxtart som först beskrevs av Antonio José Cavanilles, och fick sitt nu gällande namn av Schumann. Wissadula stellata ingår i släktet Wissadula och familjen malvaväxter. Inga underarter finns listade i Catalogue of Life.